# Diego Amaya
Diego Armando Amaya Solano (Valledupar, Colombia, 10 de noviembre de 1985) es un exfutbolista colombiano. Jugaba de defensa y se retiró en el Atlético Bucaramanga de Colombia.
Es hermano del futbolista César Amaya.

## Clubes
| Club                   | País     | Año         |
| ---------------------- | -------- | ----------- |
| Once Caldas            | Colombia | 2004 - 2009 |
| Atlético Bucaramanga   | Colombia | 2009        |
| Once Caldas            | Colombia | 2010 - 2012 |
| Junior                 | Colombia | 2012 - 2013 |
| Deportivo Cali         | Colombia | 2013 - 2014 |
| Independiente Medellín | Colombia | 2014        |
| Atlético Huila         | Colombia | 2015        |
| Atlético Bucaramanga   | Colombia | 2016        |

## Palmarés

### Campeonatos nacionales
| Título                | Club           | País     | Año  |
| --------------------- | -------------- | -------- | ---- |
| Torneo Apertura       | Once Caldas    | Colombia | 2009 |
| Torneo Finalización   | Once Caldas    | Colombia | 2010 |
| Superliga de Colombia | Deportivo Cali | Colombia | 2014 |